# Leden 2005
1. ledna – sobota
- Ukrajinský premiér Viktor Janukovyč oznámil v novoročním televizním projevu, že podá demisi. Janukovyč byl v opakovaném druhém kole prezidentských voleb poražen opozičním kandidátem Viktorem Juščenkem.
- Předsednictví Evropské unie převzalo Lucembursko.
- Síly irácké prozatímní vlády údajně zatkly desítky osob podezřelých z odbojové činnosti. Mezi nimi mají být i dva spolupracovníci jordánského teroristy Abú Musab az-Zarkávího. Americká okupační armáda oznámila, že v Mosulu zabila 25 vzbouřenců z 50, na které zaútočila; zraněno při tom bylo i 15 amerických vojáků.
- Agentura Associated Press vydala statistiku obětí na straně okupačních sil v Iráku. Od počátku útoku na Irák v březnu 2003 do konce roku 2004 zahynulo nejméně 1328 příslušníků amerických ozbrojených sil. Z nich přinejmenším 1024 zahynulo v důsledku nepřátelských akcí. Britská armáda hlásí 76 mrtvých, Itálie 19, Polsko 16, Španělsko 11, Ukrajina 9, Bulharsko 7, Slovensko 3, Estonsko, Thajsko a Nizozemí po dvou a Dánsko, Salvador a Maďarsko a Lotyšsko po jednom mrtvém.

2. ledna – neděle
- V prvním kole chorvatských prezidentských voleb zvítězil úřadující prezident Stjepan Mesić se ziskem 49,3 procent hlasů. V druhém kole 16. ledna se liberálně orientovaný Mesić utká s konzervativní Jadrankou Kosorovou, která získala 20,2 procenta hlasů.
- Při sebevražedném útoku na autobus irácké gardy, ozbrojené formace irácké prozatímní vlády, zahynulo 18 gardistů a 1 civilista. K útoku došlo severně od Bagdádu.

3. ledna – pondělí
- Český státní rozpočet za rok 2004 skončil se schodkem 93,5 miliardy Kč. Schodek je o 21,5 miliardy korun nižší, než předpokládal návrh rozpočtu. Na jeho snížení má zásluhu vyšší příjem státu zejména z daní.

4. ledna – úterý
- Neznámí ozbrojenci zastřelili v Bagdádu guvernéra Bagdádské provincie Ali al-Haidariho a 6 jeho osobních strážců. Při sebevražedném pumovém útoku protivládních sil na budovu ministerstva vnitra prozatímní irácké vlády bylo zabito 8 vládních vojáků a 2 civilisté.
- Posádka izraelského tanku zabila v okupovaném pásmu Gazy výstřelem sedm Palestinců. Šest z nich, včetně jedenáctiletého chlapce, byli členy jedné rodiny, všichni byli mladší 18 let. Pravděpodobný vítěz voleb palestinského prezidenta, Mahmúd Abbás, reagoval na tuto vraždu označením Izraele za „sionistického nepřítele“.

5. ledna – středa
- Viktor Janukovyč, bývalý ukrajinský předseda vlády a poražený kandidát v prezidentských volbách, se proti výsledku hlasování odvolal k nejvyššímu soudu.
- Při sebevražedných útocích na policejní budovy v Iráku přišlo o život 30 lidí, zřejmě vesměs vládních policistů a útočníků. Při dalších útocích a přestřelkách zahynuli i 6 civilistů.
- Podle mezinárodní nevládní organizace Reportéři bez hranic bylo loni ve světě zabito 53 novinářů, z toho 19 v Iráku. K mírně odlišným číslům dospěl newyorský Výbor na ochranu novinářů, který uvádí 56 zabitých novinářů, z toho v Iráku 23.

6. ledna – čtvrtek
- Ukrajinský nejvyšší soud zamítl stížnost Viktora Janukovyče, bývalého ukrajinského předsedy vlády, proti výsledku opakovaného druhého kola prezidentských voleb. Janukovyč v nich prohrál s opozičním kandidátem Viktorem Juščenkem.
- Sedmičlenná posádka amerického obrněného transportéru Bradley zahynula, když jejich vozidlo najelo v Bagdádu na bombu nastraženou iráckým hnutím odporu. Při jiném útoku v Bagdádu byl zastřelen vysoký policejní náčelník dosazený iráckou prozatímní vládou.
- Irácká prozatímní vláda prodloužila o dalších 30 dní výjimečný stav, který trvá již 60 dní od 7. listopadu 2004. Platí v celé zemi vyjma severních kurdských oblastí.
- Mimořádného summitu Sdružení zemí jihovýchodní Asie (ASEAN) v Jakartě, věnovaného pomoci zemím postiženým prosincovým zemětřesením, se zúčastnili politici z mnoha zemí světa. Závěrečné komuniké mj. vítá myšlenku odkladu splátek dluhů postižených zemí a vyzývá k vybudování centra včasného varování před tsunami v oblasti Indického oceánu.

7. ledna – pátek
- Při železničním neštěstí u italské Boloně zahynulo 16 osob a přes 50 bylo zraněno. Nákladní vlak se čelně srazil s rychlíkem, příčina katastrofy se vyšetřuje.

8. ledna – sobota
- Americká jaderná ponorka USS San Francisco narazila na mořské dno poblíž pacifického ostrova Guam. Jeden člen posádky utrpěl smrtelné zranění, jaderný reaktor údajně nebyl poškozen.
- Raketa vypálená z americké stíhačky F-16 zasáhla obytný dům u iráckého města Mosul. Podle místních obyvatel zabila 14 lidí, podle americké armády jen 5. Americké okupační síly se za incident omluvily a přislíbily jeho vyšetření.
- Silná bouře se přehnala přes severní Evropu. Narušila námořní, leteckou i pozemní dopravu, přerušila dodávky elektřiny a vyvolala povodně. Zahynulo nejméně 14 osob – 7 ve Švédsku, 4 v Dánsku a 3 v Anglii.
- Zemřel australský pilot, extrémní sportovec a potápěč David John Shaw , který dosáhl 28. října 2004 rekordu v hlubinném potápění – 270 m v Boesmansgat/Bushman's Hole, Jihoafrická republika, kdy dosáhl dna jeskyně. Při tomto ponoru objevil tělo jiného potápěče Deona Dreyera, které se rozhodl později vyzvednout). Druhý ponor byl naplánován na 8. ledna 2005. Dave Shaw se již živý nevynořil.

9. ledna – neděle
- Súdánská vláda a zástupci povstalců z jihu země podepsali v keňském hlavním městě Nairobi mírovou smlouvu. Ta má ukončit konflikt trvající přes 20 let, který si vyžádal asi 1,5 miliónu obětí.
- Při zneškodňování letecké bomby v polské okupační zóně v Iráku zahynulo 7 ukrajinských vojáků a jeden Kazach.
- Novým palestinským prezidentem byl dle očekávání zvolen Mahmúd Abbás. Získal 62,3 procent hlasů při volební účasti kolem 66 %. Jeho nejúspěšnější protikandidát, Mustafa Barghútí, obdržel 19,8 % hlasů.

10. ledna – pondělí
- Nová izraelská vláda, kterou tvoří koalice pravicového bloku Likud, levicové Strany práce a náboženské strany Jednotný judaismus tóry, získala důvěru parlamentu. Vláda vedená Arielem Šaronem chce opustit Izraelem okupované Pásmo Gazy a zrušit některé židovské osady na rovněž okupovaném Západním břehu Jordánu.

12. ledna – středa
- NASA vypustila kosmickou sondu Deep Impact, která míří ke kometě Tempel 1. Projektil vystřelený sondou má 4. července vytvořit na povrchu komety kráter, který má mateřská loď vyfotografovat a umožnit tak studium jádra komety.
- Mluvčí Bílého domu oficiálně potvrdil, že USA již nepátrají po údajných iráckých zbraní hromadného ničení. Jejich domnělou existencí a dalším vývojem přitom vlády USA, Velké Británie a jejich spojenců zdůvodňovaly útok na Irák z 20. března 2003.
- Česká vláda rozhodla o vytvoření Chráněné krajinné oblasti (CHKO) Český les. Nová CHKO má vzniknout k 1. srpnu 2005.

13. ledna – čtvrtek
- Při útoku palestinských útočníků na hraniční přechod Karni mezi Izraelem a okupovaným pásmem Gazy bylo zabito 6 Izraelců a 3 palestinští ozbrojenci. K zodpovědnosti za útok se společně přihlásila palestinská hnutí Hamás, Výbor lidového odporu a Brigáda mučedníků od Al-Aksá. V reakci na útok vypálila izraelská helikoptéra dvě rakety na lékařské středisko provozované Hamasem; útok si nevyžádal žádné oběti.

14. ledna – pátek
- Evropská sonda Huygens úspěšně přistála na povrchu Saturnova měsíce Titanu. Na Zemi vyslala přes mateřskou sondu Cassini snímky a další vědecká data pořízená během sestupu i po přistání.

15. ledna – sobota
- Mahmúd Abbás byl slavnostně uveden do úřadu palestinského prezidenta. Ve stejný den rezignovali na protest proti údajným volebním machinacím v prezidentských volbách desítky členů volebních komisí. V nejnovějších srážkách bylo zabito 6 palestinských ozbrojenců a jedno izraelské dítě utrpělo těžké zranění při minometném palestinském útoku na osadu, kterou Izrael v rozporu s mezinárodním právem vybudoval v okupované Gaze.
- Vojenský soud v Texasu odsoudil desátníka americké armády Charlese Granera za týrání iráckých vězňů v bagdádské věznici Abú Ghrajb na deset let vězení. Odsouzený důstojník, který je považován za hlavního aktéra mučení, se hájil mj. tím, že jednal na pokyn zpravodajských důstojníků. Podle svědků a důkazního materiálu se však mučením vězňů chlubil.

16. ledna – neděle
- Výkonný výbor Organizace pro osvobození Palestiny vyzval palestinské ozbrojence k zastavení všech vojenských akcí proti Izraeli, které „poškozují palestinské národní zájmy“.
- V druhém kole chorvatských prezidentských voleb zvítězil dosavadní prezident Stjepan Mesić se ziskem 66 procent hlasů nad konzervativní protikandidátkou, místopředsedkyní vlády Jadrankou Kosorovou. Ta obdržela 34 % hlasů.

17. ledna – pondělí
- V iráckém Mosulu byl krátce unesen tamní katolický arcibiskup Basile Georges Casmoussa. Neznámí únosci ho po zjištění jeho totožnosti propustili.

19. ledna – středa
- Ukrajinský nejvyšší soud zamítl všechny stížnosti poraženého prezidentského kandidáta Viktora Janukovyče. Znamená to, že budou moci být zveřejněny oficiální volební výsledky a vítěz opakovaného druhého kola voleb Viktor Juščenko se bude moci ujmout funkce prezidenta.

20. ledna – čtvrtek
- George W. Bush složením přísahy zahájil své druhé období jako prezident USA.

21. ledna – pátek
- Dánská zpravodajská důstojnice Annemette Hommelová a čtyři příslušníci dánské vojenské policie byli obžalováni ze špatného zacházení s iráckými vězni v jižním Iráku v roce 2004. Na Američany vedené okupaci Iráku se podílí asi 500 dánských vojáků.

23. ledna – neděle
- Za účasti představitelů 60 států, mezi nimiž byl i bývalý český prezident Václav Havel, byl do funkce prezidenta Ukrajiny uveden Viktor Juščenko.

24. ledna – pondělí
- Nový ukrajinský prezident Viktor Juščenko jmenoval do funkce premiérky kontroverzní vůdkyni opozice Julii Tymošenkovou. Rusko již dříve vydalo na Tymošenkovou zatykač kvůli údajnému podplácení. Jmenování Tymošenkové bylo oznámeno v den, kdy je Juščenko na své první zahraniční cestě – oficiální návštěvě Ruska.

26. ledna – středa
- V západním Iráku se zřítila americká helikoptéra CH-53 Sea Stallion. Podle informací Pentagonu při havárii zahynulo 31 příslušníků americké námořní pěchoty.
- Americký Senát potvrdil Condoleezzu Riceovou ve funkci ministryně zahraničí USA. Přes silnou kritiku její nominace z řad demokratických senátorů se proti jejímu jmenování postavilo pouze 13 senátorů, zatímco 85 její jmenování schválilo.
- Ústavní soud České republiky zrušil rozhodnutí Nejvyššího správního soudu o opakování voleb do Senátu na Praze 11. Senátorem tudíž bude vítěz řádných voleb Jan Nádvorník (ODS).

27. ledna – čtvrtek
- Hlasováním iráckých exulantů v Austrálii začaly večer irácké parlamentní volby. V Iráku začne hlasování až v neděli 30. ledna.

28. ledna – pátek
- Z ropovodu Družba vyteklo poblíž Čáslavi asi 200 kubických metrů ropy. Přesná příčina vzniku praskliny není zatím jasná, může jít o vadu svaru nebo o výrobní vadu potrubí. Škody na životním prostředí nebudou podle Václav France, ředitele společnosti Mero, která ropovod provozuje, příliš velké, protože díky mrazu se ropa nevsakuje do půdy. Podle vodohospodářů však může ohrozit lokální zdroje vody.
- V obecních volbách v Izraelem okupovaném Pásmu Gazy zvítězilo radikální islamistické hnutí Hamás. Podle arabské televizní stanice al-Džazíra kandidáti Hamásu získali 76 křesel ze 118 při více než 80% účasti.

29. ledna – sobota
- Raketa vypálená protivládními povstalci zasáhla americké velvyslanectví v Bagdádu. Byli zabiti dva Američané – jeden civilní zaměstnanec a jeden příslušník vojenského námořnictva a 4 další byli zraněni. V Iráku mezitím roste napětí před zítřejšími volbami. Z bezpečnostních důvodů je utajováno umístění některých volebních místností i totožnost některých kandidátů. Některé významné politické síly předem avizovaly bojkot voleb. Protivládní povstalci varovali občany Iráku před účastí ve volbách a majitele domů v okolí volebních místností vyzvali, aby v den voleb opustili své domovy.

30. ledna – neděle
- V Iráku proběhly volby do Prozatímního národního shromáždění. Při útocích protivládních povstalců během voleb zahynulo přinejmenším 41 osob – voličů, vládních policistů, amerických vojáků a sebevražedných útočníků. Ze šíitských a kurdských částí země je hlášena početná účast voličů, v sunnitských oblastech byla však účast nízká a některé volební místnosti se vůbec nepodařilo otevřít. Představitel volební komise uvedl, že účast se pohybovala kolem 72 procent, ovšem později volební komise toto tvrzení dementovala; nové odhady se pohybují kolem 60 procent. Americký prezident George W. Bush označil průběh voleb za velký úspěch. Výsledky voleb mají být známy až za několik dnů.
- Severozápadně od Bagdádu se ve 14:40 SEČ zřítilo britské vojenské dopravní letadlo Lockheed C-130 Hercules letící z Bagdádu. Britští představitelé uvedli, že při pádu letadla zahynulo 9 příslušníků vojenského letectva a 1 voják. Počet osob na palubě ani účel letu na americkou vojenskou základnu Balad 70 km severně od Bagdádu není znám. K sestřelení letadla se přihlásily dvě irácké skupiny. Jedna z nich, Revoluční brigády 1920, své tvrzení podpořila i videozáznamem, na kterém je vidět odpálení rakety a poté hořící trosky letadla.

31. ledna – pondělí
- Řada světových politiků ocenila průběh iráckých voleb. Potěšení na relativně vysokou účastí ve volbách vyslovily jak přední aktéři útoku na Irák George W. Bush a Tony Blair, tak jeho rozhodní odpůrci Gerhard Schröder, Jacques Chirac či Kofi Annan.
- Deník Blesk informoval, že v mostecké kanceláři poslance ČSSD Josefa Hojdara bylo nalezeno odposlouchávací zařízení. Policie u tohoto poslance nalezla odposlouchávací zařízení již v roce 2003, nikdy se však nezjistilo, kdo ho namontoval.